# Heather (Leicestershire)
Pour les articles homonymes, voir Heather.
Heather est une paroisse civile et un village du Leicestershire, en Angleterre.